# Acalypha hispaniolae
Acalypha hispaniolae é uma espécie de flor do gênero Acalypha, pertencente à família Euphorbiaceae.